# 圣若泽-达塔佩拉
圣若泽-达塔佩拉是巴西阿拉戈斯州的一个市镇。总面积519.63平方公里，总人口30060人，人口密度57.8人/平方公里。